# غوردون سيمونز
غوردون سيمونز هو كاتب سير ذاتية كندي، ولد في 7 سبتمبر 1921، وتوفي في 22 نوفمبر 2012.